# Protonació
La protonació és un procés químic en què un protó s'afegeix (H+) a un àtom, molècula o ió. Exemples típics de protonació inclouen: 
- la protonació de l'aigua per l'àcid sulfúric:

H₂SO₄ + H₂O → H₃O+ + HSO₄−
- la protonació de l'isobutè en la formació de carbocatió:

(CH₃)₂C=CH₂ + HBF₄ → (CH₃)₃C+ + BF₄−
- la protonació de l'amoníac en la formació de clorur d'amoni a partir de l'amoníac i el clorur d'hidrogen:

NH₃ + HCl → NH₄+ + Cl−
La protonació és una reacció química i un pas en molts processos estequiomètrics i de catàlisis. Alguns ions i molècules poden experimentar més d'una protonació i s'etiqueten com polibàsics, cosa que passa en moltes macromolècules biològiques.
La protonació i desprotonació ocorren en la majoria de reaccions àcid-base; són el nucli de la majoria de les teories de reaccions àcid-base. La teoria àcid base de Brønsted i Lowry es defineix com una substància química que protona una altra substància. Protonant un substrat químic, la massa i la càrrega de cada espècie química s'incrementa en una unitat. Protonant o desprotonant una molècula o ió s'alteren moltes propietats físico-químiques més enllà del canvi en la càrrega i la massa: Hidroficilitat, potencial de reducció, propietats òptiques, entre d'altres. La protonació també és essencial en certs procediments d'anàlisi com espectrometria de massa.

## Catàlisi
Normalment, les protonacions són reversibles i la base conjugada no canvia essent protonada. Tanmateix en alguns casos la protonació indueix la isomerització. Els cis-alquens es poden convertir en trans-alquens usant una quantitat catalítica d'agent protonant. Molts enzims, com la hidrolasa serina, funcionen per mecanismes que impliquen protonacions reversibles de substrats. Les protonacions sovint són ràpides. La taxa de reacció de la protonació està relacionada amb l'acidesa de les espècies químiques protonades. Les taxes de protonació i desprotonació poden ser especialment lentes quan la protonació indueix canvis estructurals significatius.